# Tosia Altman
Tosia Altman (Lipno, 24 augustus 1919 - Warschau, 26 mei 1943) was tijdens de Tweede Wereldoorlog lid van het Joodse verzet in Polen. Zij onderhield voor de Joodse gewapende verzetsbeweging ZOB contacten met andere Poolse verzetsorganisaties, en met Joodse gemeenschappen en organisaties in heel Polen. Ook smokkelde ze wapens het getto van Warschau binnen. Zij was actief betrokken bij de opstand in het getto in april-mei 1943. Toen de opstand was neergeslagen wist ze in eerste instantie uit het getto te ontkomen. Op 24 mei 1943 brak er brand uit op haar onderduikadres en werd ze alsnog door de Duitsers opgepakt. Ze overleed een paar dagen later aan haar verwondingen.

## Jeugd
Tosia Altman groeide op in Włocławek, waar haar vader juwelier en horlogemaker was. Zij bezocht het Hebreeuws gymnasium en sprak naast Jiddisch ook vloeiend Pools en Hebreeuws. Ze werd op haar elfde lid van de socialistisch-zionistische jeugdbeweging Hashomer Hatzair, en werd een van de leiders van de plaatselijke afdeling. In 1935 was ze de afgevaardigde van haar afdeling bij de vierde wereldconventie van Hashomer Hatzair. In 1939 werd ze lid van de 'secundaire leiding', een groep jonge vrouwen die in geval van nood op zou treden als de leiding van de organisatie. Ze wilde naar Palestina emigreren; dit werd uitgesteld omdat ze de leiding kreeg over het nationale opleidings- en vormingswerk van Hashomer Hatzair. Ze verhuisde daarvoor naar Warschau.

## Tweede Wereldoorlog
Toen Nazi troepen in 1939 Polen binnenvielen werd besloten dat een aantal leiders van de Joodse jongerenorganisaties, waaronder Altman, moest uitwijken naar Oost-Polen om eventueel van daaruit het werk voort te kunnen zetten. Met andere jeugdleiders vestigde ze zich in Vilnius (Litouwen), van waaruit velen tevergeefs probeerden om naar Palestina te komen. Altman was een van de eerste leiders die naar het door de Duitsers bezette Warschau terugkeerde om het werk van Hashomer Hatzair weer op te pakken. Haar niet-Joodse uiterlijk en talenkennis maakten haar uitermate geschikt om met valse papieren door Polen te reizen. Zij bezocht door het hele land Joodse jongerengroepen en stimuleerde ze om activiteiten te ontwikkelen. Ook correspondeerde ze in code met Joodse organisaties in het buitenland.
Na de Duitse invasie van de Sovjet-Unie in juni 1941 was er geen contact meer mogelijk met de Joodse leiders in het inmiddels ook bezette Litouwen. Toen geruchten over massa-executies van Joden in de bezette gebieden Warschau bereikten, reisde Altman naar Vilnius om poolshoogte te nemen. Ze kwam daar 24 december 1941 aan. Zij probeerde de leiders van de jongerenbeweging over te halen om te vluchten; deze besloten echter om te blijven en tot het laatst verzet te plegen. Altman was hier erg van onder de indruk. Op haar terugreis naar Warschau bezocht ze enkele steden in Oost-Polen. Dit bevestigde het beeld dat de Joodse bevolking van Polen systematisch werd uitgemoord.

## Activiteiten voor de ZOB
In de eerste maanden van 1942 bleef Altman door Polen reizen om in de verschillende getto’s het verzet onder de jongeren te organiseren. In juli 1942 begonnen de Duitsers met de grootschalige deportatie van de inwoners van het getto van Warschau naar het vernietigingskamp Treblinka. Dit leidde tot de oprichting van de gewapende verzetsbeweging ZOB (Żydowska Organizacja Bojowa - Joodse gevechtsorganisatie), waarbij ook Hashomer Hatzair zich aansloot. Altman onderhield samen met Ari Wilner namens de ZOB contact met de Poolse verzetsbewegingen Armia Krajowa (AK - het Thuisleger) en Armia Ludowa (AL - het Volksleger). Zij wist een kleine hoeveelheid wapens het getto in te smokkelen.
In januari 1943 begonnen de Duitsers een tweede actie om gettobewoners naar Treblinka te deporteren. Altman werd ook opgepakt, maar Hashomer Hatzair wist haar met hulp van een lid van de getto-politie te bevrijden. Zij bleef met Wilner buiten het getto om de contacten met het Poolse verzet te onderhouden, en wapens, voedsel en medicijnen te regelen. Toen Wilner in maart 1943 werd gearresteerd keerde Altman terug naar het getto, omdat mogelijk ook haar verblijfplaats bij de Duitsers bekend was.

## Opstand van het getto
Op 18 april 1943 begonnen de Duitsers met de definitieve ontruiming van het getto. Dit leidde tot een opstand georganiseerd door de verzetsbewegingen ZOB en ZZW. Altman was bij de ZOB verantwoordelijk voor het doorgeven van berichten en informatie. Zij had telefonisch contact met Yitzhak Zuckerman buiten het getto die de contacten met het Poolse verzet van haar had overgenomen. Ook was zij de contactpersoon tussen het ZOB hoofdkwartier waar commandant Mordechaj Anielewicz zich bevond, en de bunker waar gewonde ZOB-strijders werden verzorgd. Zij nam deel aan reddingsmissies om strijders uit de brandende delen van het getto te bevrijden.
Op 8 mei 1943, de twintigste dag van de gevechten, werd het nieuwe hoofdkwartier op Mila 18 door de Duitsers ontdekt en volgepompt met gas. Zes strijders, waaronder Altman, wisten via een verborgen uitgang te ontkomen. Ze werd gevonden door Zivia Lubetkin en Marek Edelman. Gewond en ziek door het gas wist Altman een paar dagen later met een groep strijders via de riolen uit het getto te ontkomen.
Zij dook buiten het getto met enkele anderen onder op de zolder van een celluloidfabriek. Op 24 mei 1943 brak er als gevolg van een ongeluk brand uit. Altman wist met zware brandwonden uit het pand te ontkomen maar werd door de Poolse politie gevonden en overgedragen aan de Duitsers. Zij werd naar een ziekenhuis gebracht waar ze geen behandeling kreeg voor haar verwondingen en mogelijk is gemarteld. Ze stierf twee dagen later.

## Populaire cultuur
In de Amerikaanse miniserie Uprising (2001) wordt de rol van Tosia Altman gespeeld door Leelee Sobieski.